# مرقد حمزة علي
مرقد حمزة علي (بالفارسية: امامزاده حمزه علی) هو مرقد شيعي تاريخي يعود إلى القاجاريون، ويقع في بلداجي.